# Eugène Louis de Coëhorn
Eugène Louis de Coëhorn est un homme politique français né le 2 mai 1801 à Saint-Pierre (Bas-Rhin) et décédé le 14 novembre 1881 à Barr (Bas-Rhin).
Fils de Louis Jacques de Coehorn, général du premier Empire, il est maire de Saint-Pierre, conseiller général et député du Bas-Rhin de 1853 à 1869, siégeant dans la majorité soutenant le Second Empire.

## Sources
- « Eugène Louis de Coëhorn », dans Adolphe Robert et Gaston Cougny, Dictionnaire des parlementaires français, Edgar Bourloton, 1889-1891 [détail de l’édition]